# Arturo Sabbadin
Arturo Sabbadin (* 11. August 1939 in Caltane di Santa Maria di Sala) ist ein ehemaliger italienischer Radrennfahrer.
1958 wurde Arturo Sabbadin Zweiter beim Giro di Sicilia, im Jahr darauf gewann er den Giro del Mendrisiotto. 1960 wurde er Profi. 1961 gewann er die Coppa Bernocchi, die gleichzeitig als italienische Straßenmeisterschaft gewertet wurde. Im selben Jahr belegte er bei der Vuelta a España Platz zwei auf der elften Etappe. 1964 beendete er seine Radsport-Laufbahn.
Auch der ältere Bruder von Arturo Sabbadin, Alfredo, war ein erfolgreicher Radrennfahrer.